# Barthold Moller (Politiker)

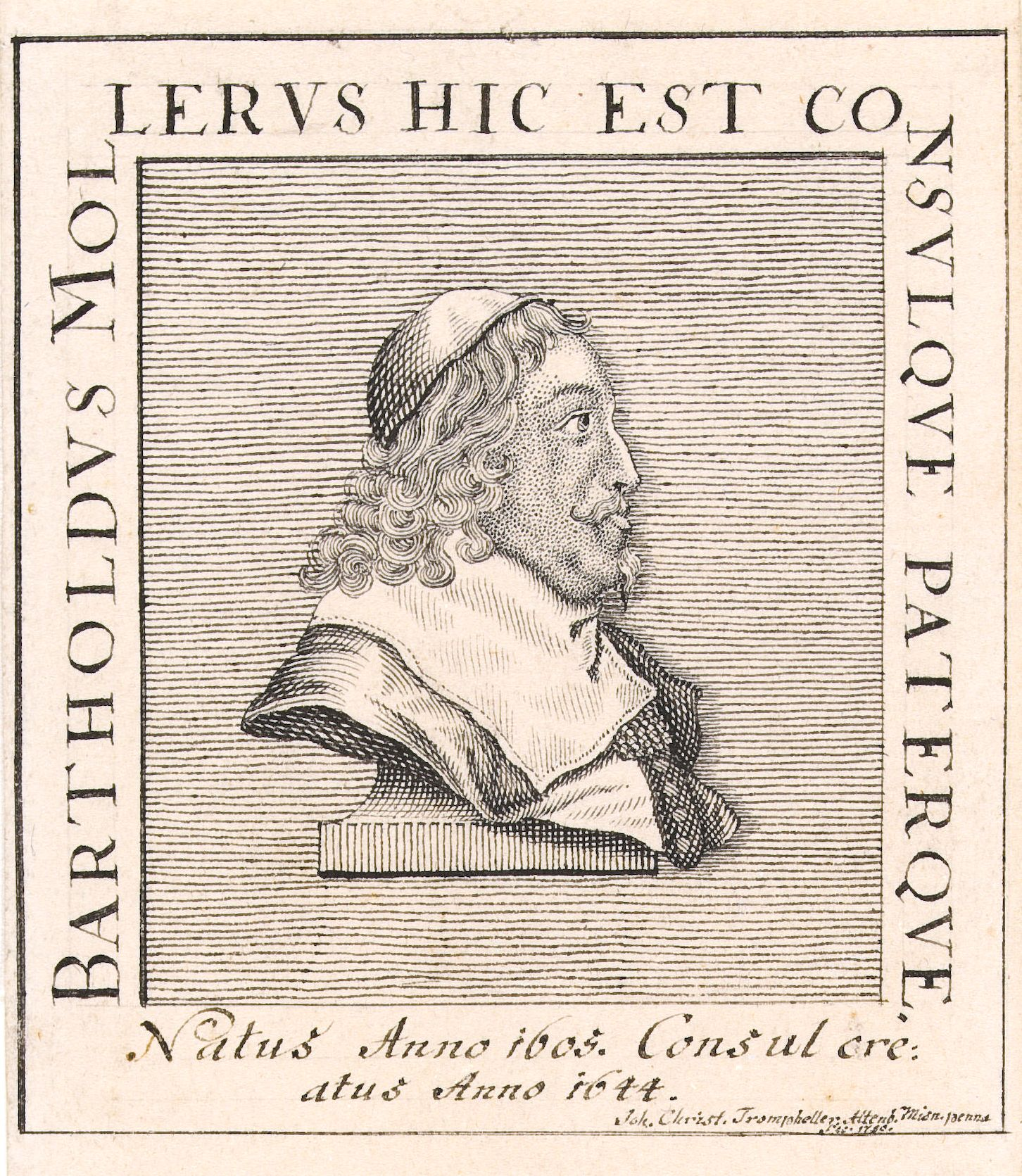
Barthold Moller (Holzschnitt aus dem Jahr 1780 von Johann Christian Trompheller)

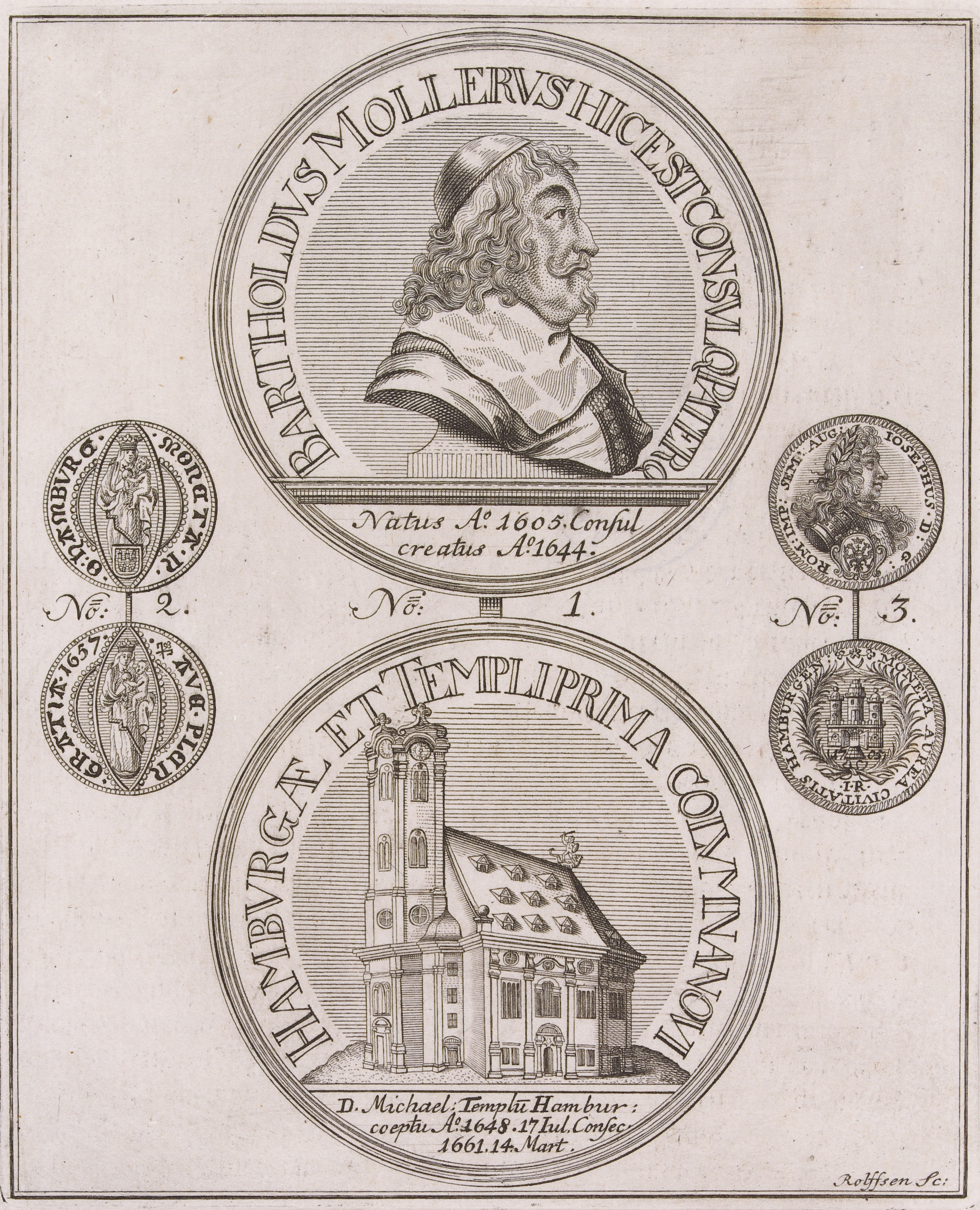
Bartholdus Moller (Kupferschnitt von Franz Nikolaus Rolffsen)

Barthold Moller (* 19. November 1605 in Hamburg; † 7. April 1667 ebenda) war ein deutscher Jurist, Ratsherr und Bürgermeister von Hamburg.

## Herkunft und Familie
Moller stammte aus dem Hamburger Hanseatengeschlecht Moller vom Baum. Zur Unterscheidung von anderen gleichnamigen Familien nannte diese Familie sich nach dem Hülsenbaum in ihrem Wappen vom Baum.
Mollers Eltern waren der Hamburger Ratssyndicus Vincent Moller (1568–1625) und Elisabeth Beckmann (1586–1657), Tochter des Bürgermeisters Barthold Beckmann (1549–1622). Sein Großvater war Johann Moller.
Am 25. April 1630 heiratete er Barbara Elisabeth von Eitzen (1612–1669), Tochter des Bürgermeisters Albert von Eitzen (1578–1653). Die Ehe blieb jedoch kinderlos. Deshalb adoptierte er seinen Neffen Johann Christoph Meurer (1646–1667), Sohn des gleichnamigen Ratssyndicus Johann Christoph Meurer (1598–1652) aus dessen zweiter Ehe mit Mollers Schwester Margaretha Moller (1612–1646). Sein Adoptivsohn starb bereits vor ihm im Alter von 21 Jahren als Student in Straßburg.

## Leben und Wirken
Nach seiner Schulbildung an der Gelehrtenschule des Johanneums und an dem Akademischen Gymnasium studierte Moller ab 1627 Jurisprudenz an der Universität Leiden. Am 14. Februar 1629 schloss er sein Studium als Lizenziat beider Rechte, des weltlichen und kanonischen Rechts, an der Universität Basel ab.
Nach seinem Studium unternahm Moller eine Reise durch Deutschland, Frankreich, England und Holland und kehrte schließlich nach Hamburg zurück. Hier ließ er sich als Advokat nieder. Aber schon am 21. Februar 1630 wurde er zum Ratssekretär gewählt. Als solcher reiste er als Gesandter 1630 nach Frankreich und 1633 wegen des Stahlhofes nach Den Haag und London.
Am 21. Februar 1635 wurde er zum Ratsherrn gewählt. Er unternahm als Ratsherr Reisen an den kaiserlichen Hof nach Wien, an den Reichstag nach Regensburg und als hanseatischer Gesandter zu dem Kurfürsten von Mainz und dem Kurfürsten von Köln.
Im Jahr 1629 hatte Dänemark einen Elbzoll bei Glückstadt eingeführt. 1630 kam es wegen dieser Angelegenheit zu einer Seeschlacht zwischen Hamburg und Dänemark. 1640 reiste Moller nach Glückstadt zu König Christian IV., 1641 mit seinem Schwager Meurer nach Nyköping und im April 1643 nach Den Haag, wo die Streitigkeiten in dieser Angelegenheit beiseitegelegt werden konnten. Im Frieden von Brömsebro zwischen Schweden und Dänemark wurde dieser Zoll dann vollkommen abgeschafft und 1648 dieses im Westfälischen Frieden nochmal bestätigt.
Nach seiner Rückkehr aus Den Haag wurde Moller, als Nachfolger von Hieronymus Vögeler (1565–1642), zum Bürgermeister gewählt. Am 26. April 1649 legte er den Grundstein zur Michaeliskirche. Auf der Medaille zur Grundsteinlegung wurde auf der einen Seite Moller und auf der anderen Seite die neue Kirche abgebildet. Nach dem Tod seines Schwiegervaters wurde er 1653 ältester Bürgermeister. Moller starb am 7. April 1667 im Alter von 61 Jahren an Wassersucht und wurde am 14. April 1667 begraben. Zu seinem Nachfolger wurde am 15. April 1667 Johann Schrötteringk (1588–1676) gewählt.

## Moller-Florilegium
Der Hamburger Blumenmaler Hans Simon Holtzbecker zeichnete ab 1660 das Moller-Florilegium. Das aus fünf Bänden bestehende Florilegium zeigt Bilder der Blumen und Früchte aus dem Barockgarten des Bürgermeisters Moller. Drei dieser Bände sind erhalten geblieben. Zwei Bände befinden sich in der Staats- und Universitätsbibliothek Hamburg. Ein dritter Band befindet sich in der Oak Spring Garden Library in Upperville (Virginia) in den Vereinigten Staaten von Amerika.

## Werke (Auswahl)
- Disputatio inauguralis de fide jussoribus. Basel 1629.